# 気仙沼町
気仙沼町（けせんぬままち）は宮城県本吉郡にあった町。現在の気仙沼市中心部にあたる。なお、気仙沼市は1953年に新設合併によって発足したもので、本町とは別の自治体である。

## 地理
- 山 ： 安波山
- 海 ： 気仙沼湾
- 河川 ： 大川

## 歴史
- 1889年（明治22年）4月1日 - 町村制の施行により気仙沼本郷が単独で自治体を形成し、気仙沼町が発足。
- 1942年（昭和17年） - 「気仙沼町民歌」（作詞：土井晩翠、作曲：栗原勉）を制定。
- 1953年（昭和28年）6月1日 - 鹿折町・松岩村と合併して気仙沼市が発足。同日気仙沼町廃止。

## 行政

### 歴代町長
| 代 | 氏名       | 就任                   | 退任                      | 備考 |
| -- | ---------- | ---------------------- | ------------------------- | ---- |
| 1  | 鮎貝盛徳   | 1889年（明治22年）4月  | 1894年（明治27年）4月     |      |
| 2  | 松本茂徳   | 1894年（明治27年）8月  | 1897年（明治30年）10月    |      |
| 3  | 畠山忠一   | 1897年（明治30年）11月 | 1901年（明治34年）4月     |      |
| 4  | 大森拙蔵   | 1901年（明治34年）4月  | 1902年（明治35年）10月    |      |
| 5  | 鮎貝盛徳   | 1903年（明治36年）1月  | 1922年（大正11年）3月     | 再任 |
| 6  | 新沼綱五郎 | 1922年（大正11年）4月  | 1928年（昭和3年）9月      |      |
| 7  | 森田八郎   | 1928年（昭和3年）10月  | 1932年（昭和7年）10月     |      |
| 8  | 白井竹治   | 1932年（昭和7年）10月  | 1933年（昭和8年）6月      |      |
| 9  | 高橋幸市   | 1933年（昭和8年）7月   | 1935年（昭和10年）9月     |      |
| 10 | 松山平兵衛 | 1935年（昭和10年）9月  | 1939年（昭和14年）8月     |      |
| 11 | 高橋幸市   | 1939年（昭和14年）9月  | 1943年（昭和18年）10月    |      |
| 12 | 清水大五郎 | 1943年（昭和18年）11月 | 1947年（昭和22年）3月     |      |
| 13 | 宮井誠三郎 | 1947年（昭和22年）4月  | 1948年（昭和28年）5月31日 |      |

## 交通

### 鉄道路線
- 日本国有鉄道
  - 大船渡線
    - 気仙沼駅

現在は気仙沼線の南気仙沼駅、不動の沢駅、気仙沼駅が所在するが、当時は未開業。

### 道路
- 国道45号